# Triops
Triops (Græsk for "treøje") er et vanddyr der tilhører ordenen damrokker i klassen gællefødder, som er en fællesbetegnelse for nogle krebsdyr, som blandt andet er beslægtet med dafnier. Årsagen til at de bliver kaldt gællefødder er ganske enkelt, at deres ben fungerer som åndedrætsorganer (se bilag 1). Og navnet triops skyldes at de har 3 øjne. Slægten Triops inkluderer nogle af verdens ældste nulevende dyrearter.

## Udbredelse og levesteder
Triops er mest udbredt i Amerika, og den er kun observeret i Danmark ganske få gange, men den er udbredt på alle kontinenter undtagen antarktis. Triops lever i små vandhuller, og mindre søer, der i perioder er udtørrede.

## Levevis
Når man som vanddyr lever i vandhuller der i perioder er udtørrede, er det vigtigt at kunne sikre sig de næste generationer på en eller anden måde, så arten ikke kommer til at uddø.
Triops gør det ved at lægge æg, der kan klare udtørringen. Faktisk kan æggene ligge i udtørret tilstand i 20-25 år, og stadig klække i samme øjeblik vandet vender tilbage til vandhullet. Ligeledes sker udviklingen af dyret meget hurtigt, og man vil kunne se tydeligt tegn på liv kun 2 dage efter æggene er kommet i kontakt med vand.
Dog har Triops en relativt kort livsperiode på mellem 20 og 90 dage, alt efter hvor optimale deres forhold er. Denne formeringsmetode har også sine ulemper, blandt andet skal æggene have overstået en vis grad af udtørring før de overhovedet kan klækkes. Altså hvis vandet vender tilbage til vandhullet, inden en vis periode, bliver æggene ikke til noget som helst. Dette er grunden til at arten ikke findes i Danmark, som er et meget stabilt kulturlandskab med varige søer og vandområder som ikke udtørrer, og hvis en sø udtørrer, går der ikke lang tid inden at der kommer vand i form af nedbør. 
Triops' sofistikerede avlsmetode og det faktum at den er altædende, gør dem til ekstremt gode overlevere – og arten har levet stort set uændret i de sidste 200 millioner år og Triops har slægtninge tilbage i Devon, hvor de af ydre så omtrent ud på samme måde.

## Hobbydyr
Fra 1960'erne og frem til nu er Tripos blevet markedsført under navnene aquasaurus og er i markedsføringsgruppen instant life, da de tørre Embryoer klækkes ca. 24 timer efter tilsætning af vand. Da dyrenes æg videnskabeligt er testet til at kunne virke i mindst 20 år under tørre betingelser, kan de købes i instant life-kits, som blot skal tilsættes vand.
Besynderligt nok elsker Triops gulerødder – især kogte.